# Projector
Projector är det fjärde melodisk death metal-albumet av Göteborgsbandet Dark Tranquillity. Albumet släpptes i juni 1999. Albumet innebar en stor förändring av musiken hos den grupp som var känt som en av grundarna av Göteborgs-soundet. Dark Tranquillitys Projector-album innehåller lika mycket keyboard och rent gitarrspel som traditionell metalmusik. Det här albumet var det första där sångaren Mikael Stanne bjöd på "ren" sång i lika hög grad som hans typiska metalgrowl. Inför detta album hade gitarristen Fredrik Johansson och den tidigare basisten Martin Henriksson gick över till gitarr. Ny basist blev Michael Nicklasson och dessutom hade Martin Brändström på keyboard anslutit till gruppen.

## Låtlista
1. "Freecard" – 4:31
2. "Therein" – 5:55
3. "Undo Control" – 5:10
4. "Auctioned" – 6:06
5. "To A Bitter Halt" – 4:48
6. "The Sun Fired Blanks" – 4:17
7. "Nether Novas" – 6:14
8. "Day to End" – 3:08
9. "Dobermann" – 4:38
10. "On Your Time" – 5:37
11. "Exposure" - 3:52 (Bonusspår på den begränsade utgåvan)

## Banduppsättning
- Mikael Stanne – sång
- Niklas Sundin – gitarr
- Martin Henriksson – gitarr
- Michael Nicklasson – bas
- Anders Jivarp – trummor
- Martin Brändström – keyboard

### Gästmusiker
- Johanna Andersson – sång